# Literaturno-Naukowyj Wistnyk
Literaturno-naukowyj wistnyk (ukr. Літерату́рно-науко́вий ві́стник) – ukraińskie czasopismo wydawane w latach 1898–1932.

## Powstanie czasopisma i jego program
W 1897 roku na bazie dwutygodnika „Zoria” powstało czasopismo „Ridne Słowo”, które w 1898 roku zmieniło nazwę na „Literaturno-naukowyj wisnyk”. Inicjatorem zmian, które miały na celu nadanie czasopismu szerszego charakteru, był Mychajło Hruszewśkyj. Wydawany przez Towarzystwo Naukowe im. Szewczenki „Literaturno-naukowyj wisnyk” miał się ukazywać co miesiąc. 
Drukowane miały w nim być: beletrystyka – w oryginale i przekładzie z języków obcych., artykuły o najważniejszych zdobyciach nauki, studia krytyczno-literackie z literatury ukraińskiej i zagranicznej, kronika literatury i życia kulturalnego ukraińsko-rosyjskiego narodu w Austrii i Rosji, przegląd literatury, recenzje i nowości wydawnicze. 
Pierwszy numer nowego czasopisma ukazał się w styczniu 1898 roku. „Literaturno-naukowyj wisnyk” korzystnie odróżniał się od innych wydań. Posiadał stabilne źródło finansowania, co eliminowało możliwość przestojów wydawniczych. Wokół czasopisma zgromadzona była cała ówczesna elita literacka – poeci, pisarze, publicyści, krytycy z Galicji, Wielkiej Ukrainy i Bukowiny. W skład kolegium redakcyjnego wchodzili ludzie o bogatym doświadczeniu redaktorskim. Czasopismo miało ponadpartyjny status.

## Redakcja i współpracownicy
Początkowy komitet redakcyjny: Mychajło Hruszewśkyj, Iwan Franko, Ołeksandr Borkowski, Osyp Makowej. W trakcie działalności czasopisma do składu redakcji dołączyli W. Hnatiuk, O. Ołeś, J. Tyszczenko (po powrocie z emigracji pracował pod przybranym nazwiskiem P. Ławrow).

## Siedziba redakcji
- 1898–1906 – Lwów
- 1907–1914, 1917–1919 – Kijów
- 1922–1932 – Lwów (red. Dmytro Doncow)